# Marguerite Faure
Pour les articles homonymes, voir Faure.
Marguerite Faure est une chimiste et biologiste française née le 12 octobre 1910 à Toulon (Var) et morte le 17 mars 2007 à Billom (Puy-de-Dôme).

## Biographie
Marguerite Marie Faure naît le 12 octobre 1910 à Toulon. Elle est la fille de François Victor Henri Faure, ingénieur polytechnicien, et de son épouse, Marie-Amélie Thomazi.
Biologiste, elle effectue sa carrière à l'Institut Pasteur, où elle travaille notamment à l'étude de la tuberculose dans le laboratoire de Michel Machebœuf.
Elle consacre sa thèse en 1939 aux haptènes lipoïdiques de fixation de l'alexine.
Elle évolue de chef de laboratoire à professeur de 1952 à 1970.

## Prix
- 1941 : Prix Eugène et Amélie Dupuis (Académie des sciences)[4]
- 1944 : Prix Berthe Péan (Académie nationale de médecine)[4]

## Publications
- Marguerite Faure et Marie-Josèphe Coulon-Morelec, « Role de la lécithine dans l'immuno-agglutination des particules de cholestérol sensibilisées avec un haptène lipidique », Biochimie, vol. 56, no 2,‎ 9 avril 1974, p. 263–268 (ISSN 0300-9084, DOI 10.1016/S0300-9084(74)80386-X, lire en ligne, consulté le 7 février 2025).
- Marguerite Faure, Pierre Dupouey et Marie-Josèphe Morelec, Les Techniques de l'immunofluorescence et les réactions immuno-enzymatiques... :  cours de l'Institut Pasteur, Maloine, coll. « Collection Techniques de base », 1977, 566 p. (ISBN 978-2-224-00376-0, lire en ligne).